# Bob Barker
Bob Barker, właśc. Robert William Barker (ur. 12 grudnia 1923 w Darrington, zm. 26 sierpnia 2023 w Los Angeles) – amerykański aktor telewizyjny i osobowość medialna, gospodarz teleturniejów.

## Filmografia
- 1996: Farciarz Gilmore jako on sam

### Seriale
- 1993: Pomoc domowa jako on sam
- 2000: Tak, kochanie jako on sam
- 2003: I Love the ’70s jako on sam
- 2005: Jak poznałem waszą matkę jako on sam
- 2002, 2014: Moda na sukces jako on sam

## Nagrody i nominacje
Został uhonorowany nagrodą Złotego Popcornu, a także posiada gwiazdę na Hollywoodzkiej Alei Gwiazd.